# Gynoplistia resplendens
Gynoplistia resplendens är en tvåvingeart som beskrevs av Alexander 1951. Gynoplistia resplendens ingår i släktet Gynoplistia och familjen småharkrankar. Inga underarter finns listade i Catalogue of Life.